# Fontaines-les-Sèches
Pour les articles homonymes, voir Fontaines.
Fontaines-les-Sèches est une commune française située dans le département de la Côte-d'Or, en région Bourgogne-Franche-Comté.

## Géographie

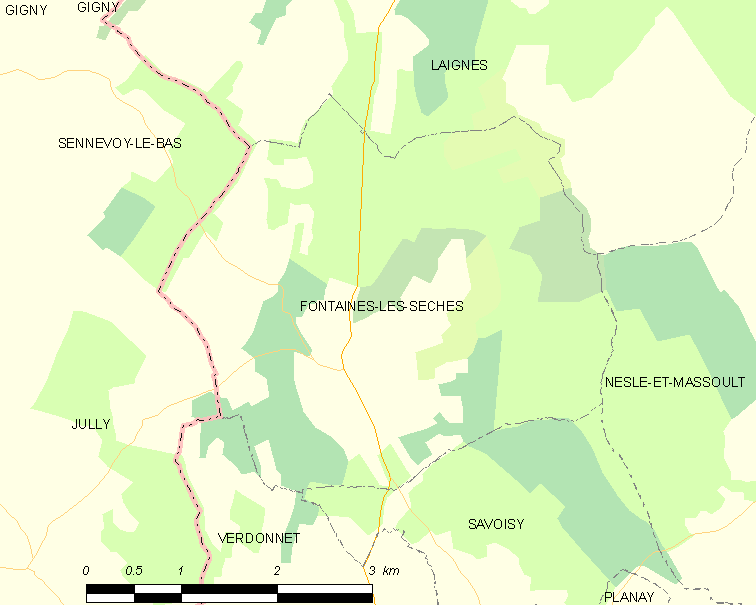

D'une superficie de 13,5 km2, la commune se situe entre 232 et 292 mètres d'altitude.

### Accès
On accède au village par la Route Départementale n°5, n°5c et n°101.

### Hydrographie
Il n'y a aucun cours d'eau en surface.
La Laignes passe en souterrain à 2 km à l'est du village et un puit est situé à la Comme du Puy vers la RD 101 en direction de Frace. 

### Climat
Pour des articles plus généraux, voir Climat de la Bourgogne-Franche-Comté et Climat de la Côte-d'Or.
En 2010, le climat de la commune est de type climat des marges montargnardes, selon une étude du Centre national de la recherche scientifique s'appuyant sur une série de données couvrant la période 1971-2000. En 2020, Météo-France publie une typologie des climats de la France métropolitaine dans laquelle la commune est exposée à un climat océanique altéré et est dans la région climatique  Lorraine, plateau de Langres, Morvan, caractérisée par un hiver rude (1,5 °C), des vents modérés et des brouillards fréquents en automne et hiver. 
Pour la période 1971-2000, la température annuelle moyenne est de 10,1 °C, avec une amplitude thermique annuelle de 15,9 °C. Le cumul annuel moyen de précipitations est de 845 mm, avec 12 jours de précipitations en janvier et 8,4 jours en juillet. Pour la période 1991-2020, la température moyenne annuelle observée sur la station météorologique de Météo-France la plus proche, « Cruzy_sapc », sur la commune de Cruzy-le-Châtel à 14 km à vol d'oiseau, est de 11,1 °C et le cumul annuel moyen de précipitations est de 845,8 mm,. Pour l'avenir, les paramètres climatiques de la commune estimés pour 2050 selon différents scénarios d'émission de gaz à effet de serre sont consultables sur un site dédié publié par Météo-France en novembre 2022.

## Urbanisme

### Typologie
Au 1er janvier 2024, Fontaines-les-Sèches est catégorisée commune rurale à habitat très dispersé, selon la nouvelle grille communale de densité à 7 niveaux définie par l'Insee en 2022.
Elle est située hors unité urbaine et hors attraction des villes,.

### Occupation des sols
L'occupation des sols de la commune, telle qu'elle ressort de la base de données européenne d’occupation biophysique des sols Corine Land Cover (CLC), est marquée par l'importance des forêts et milieux semi-naturels (64,2 % en 2018), en diminution par rapport à 1990 (66,1 %). La répartition détaillée en 2018 est la suivante : 
forêts (64,2 %), terres arables (35,8 %). L'évolution de l’occupation des sols de la commune et de ses infrastructures peut être observée sur les différentes représentations cartographiques du territoire : la carte de Cassini (XVIIIe siècle), la carte d'état-major (1820-1866) et les cartes ou photos aériennes de l'IGN pour la période actuelle (1950 à aujourd'hui).

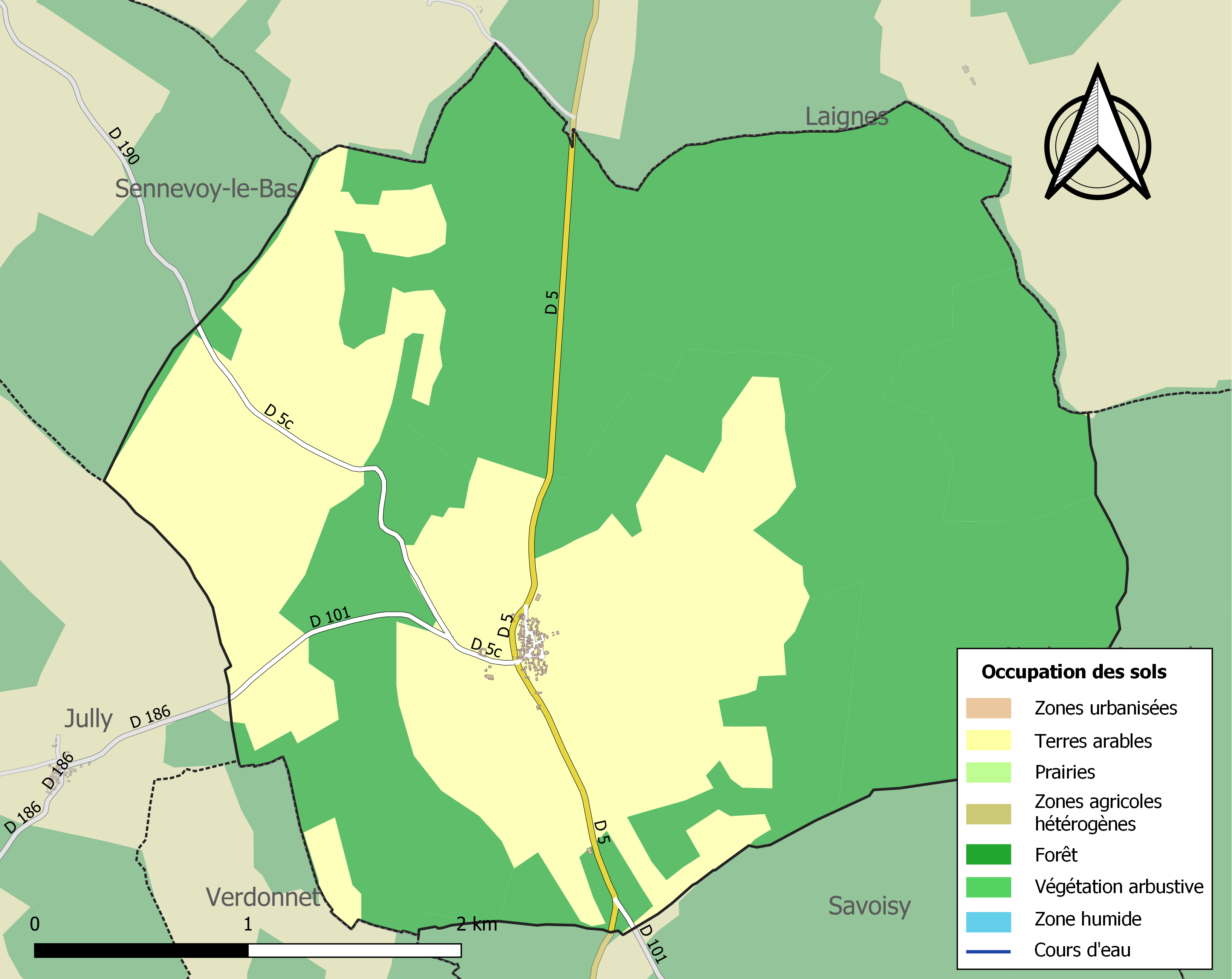
Carte des infrastructures et de l'occupation des sols de la commune en 2018 (CLC).

## Toponymie
Dès 711, un texte en latin désigne Fontaines-les-Sèches par cette mention " Villa quae dicitur Fontanas ", " village qu'on appelle Fontaines ". Mais les fontaines de ce village tarissent en été, d'où " les Sèches ".
Durant l'Antiquité le village s'appelait Fontanas Desertum, à partir de 1261 : Fontanis siccis puis en 1519 : Fontaignes-les-Seiches, ensuite ce fût en 1677 Fontaine les Seiches et pour finir c'est à la révolution que le village adopte son orthographe actuelle Fontaines-les-Sèches.

## Histoire

### Antiquité
Des tumulus ont été fouillés dans les bois de la commune et en 1937 un habitant a découvert dans son champ des monnaies romaines de bronze et d'argent.

### Moyen Âge
La commune trouve son origine dans une grange de l'abbaye de Fontenay érigée au XIIe siècle.

### Époque moderne
En 1519, les religieux de Fontenay l'érigent en village et les terres sont remises aux habitants. La seigneurie dépend de l'abbaye jusqu'à la Révolution. Le village est clos de murs avec seulement deux portes jusqu'au XVIIIe siècle et il en subsiste des vestiges.

## Politique et administration
| Période       | Période        | Identité                      | Étiquette | Qualité |
| ------------- | -------------- | ----------------------------- | --------- | ------- |
| mars 2001     | En cours       | Hubert Montenot               |           |         |
| mars 1989     | mars 2001      | Bernard Bavoillot             |           |         |
| décembre 1984 | mars 1989      | Marthe Egeley                 |           |         |
| octobre 1982  | décembre 1984  | René Bernard                  |           |         |
| juillet 1971  | octobre 1982   | Georges Egeley                |           |         |
| mars 1965     | juillet 1971   | Jean Bavoillot                |           |         |
| 1952          | mars 1965      | Henri Egeley                  |           |         |
| novembre 1944 | 1952           | Maxime Egeley                 |           |         |
| novembre 1935 | novembre 1944  | Henri Challant                |           |         |
| février 1932  | novembre 1935  | Henri Bijard                  |           |         |
| 1925          | 1932           | Octave Sardin                 |           |         |
| 1919          | 1925           | Léonce Terrillon              |           |         |
| 1896          | septembre 1918 | Gustave Junot                 |           |         |
| 1894          | 1896           | Gustave Jérôme                |           |         |
| 1881          | 1894           | Édouard Guyard                |           |         |
| 1876          | 1881           | Ernest Guerin                 |           |         |
| 1871          | 1876           | Denis Junot                   |           |         |
| 1870          | 1871           | Alexandre Maldan              |           |         |
| 1860          | 1870           | Claude Junot                  |           |         |
| 1858          | 1860           | Claude Guérin                 |           |         |
| 1852          | 1858           | Nicolas Auguste Maldan-Guinot |           |         |
| 1833          | 1852           | Antoine Alexandre Maldan      |           |         |
| 1831          | 1833           | Nicolas-Pierre Malan-Junot    |           |         |

Fontaine-les-Sèches appartient :
- à l'arrondissement de Montbard,
- au canton de Laignes et
- à la communauté de communes du pays châtillonnais.

## Démographie
L'évolution du nombre d'habitants est connue à travers les recensements de la population effectués dans la commune depuis 1793. Pour les communes de moins de 10 000 habitants, une enquête de recensement portant sur toute la population est réalisée tous les cinq ans, les populations de référence des années intermédiaires étant quant à elles estimées par interpolation ou extrapolation. Pour la commune, le premier recensement exhaustif entrant dans le cadre du nouveau dispositif a été réalisé en 2007.

En 2022, la commune comptait 26 habitants, en évolution de −7,14 % par rapport à 2016 (Côte-d'Or : +0,82 %, France hors Mayotte : +2,11 %).
| 1793 | 1800 | 1806 | 1821 | 1831 | 1836 | 1841 | 1846 | 1851 |
| ---- | ---- | ---- | ---- | ---- | ---- | ---- | ---- | ---- |
| 210  | 220  | 200  | 190  | 214  | 223  | 215  | 223  | 220  |

| 1856 | 1861 | 1866 | 1872 | 1876 | 1881 | 1886 | 1891 | 1896 |
| ---- | ---- | ---- | ---- | ---- | ---- | ---- | ---- | ---- |
| 192  | 190  | 185  | 154  | 161  | 147  | 143  | 125  | 132  |

| 1901 | 1906 | 1911 | 1921 | 1926 | 1931 | 1936 | 1946 | 1954 |
| ---- | ---- | ---- | ---- | ---- | ---- | ---- | ---- | ---- |
| 107  | 106  | 108  | 107  | 138  | 104  | 89   | 108  | 119  |

| 1962 | 1968 | 1975 | 1982 | 1990 | 1999 | 2006 | 2007 | 2012 |
| ---- | ---- | ---- | ---- | ---- | ---- | ---- | ---- | ---- |
| 109  | 82   | 87   | 59   | 47   | 50   | 42   | 41   | 32   |

| 2017 | 2022 | - | - | - | - | - | - | - |
| ---- | ---- | - | - | - | - | - | - | - |
| 26   | 26   | - | - | - | - | - | - | - |

## Culture locale et patrimoine

### Lieux et monuments
- Le portail de l'église Saint-Eloi porte la date de 1582.